# دنیاگیری کووید-۱۹ در کرواسی
دنیاگیری کووید-۱۹ در کرواسی بخشی از دنیاگیری بیماری کروناویروس ۲۰۱۹ در جهان است. 
اولین مورد تأیید شده در کرواسی در ۲۵ فوریه ۲۰۲۰ در شهر زاگرب اعلام شد. وی مردی ۲۶ ساله بود که برای تماشا مسابقه دو تیم آتالانتا و والنسیا در لیگ قهرمانان اروپا از ۱۹ تا ۲۱ فوریه در شهر میلان ایتالیا اقامت کرده بود.